# Натальино (Аркадакский район)
Натальино  — деревня в Аркадакском районе Саратовской области России.
Деревня входит в состав Львовского сельского поселения.

## Население
| 2010 |
| ---- |
| 24   |

## Уличная сеть
В деревне две улицы: ул. Заречная, ул. Лесная.